# Anja Brinker
Anja Brinker Gender (Melle, 18 de janeiro de 1991) é uma ginasta alemã que compete em provas de ginástica artística.
Brinker fez parte da equipe da Alemanha que disputou os Jogos Olímpicos de Pequim, em 2008 na China.

## Carreira
Anja começou na ginástica aos seis anos de idade em Seelze-Lathwethren. No entanto, devido a melhores oportunidades de treinamento, acabou por se mudar para Hanôver. Aos treze anos, o centro foi fechado e Anja teve de mudar-se novamente, dessa vez para Bergisch-Gladbach.
Brinker estreou competitivamente em 2004, participando do Campeonato Nacional Alemão Júnior, do qual saiu com o bronze no concurso geral e o ouro nas paralelas assimétricas. No ano seguinte, participou de nova edição do Nacional Júnior, tornando-se campeã novamente no geral e, agora, na prova do salto. Além, fora a medalhista de prata nos exercícios de solo e de bronze nas assimétricas.
Em 2006, no Campeonato Europeu Júnior, realizado em Vólos, na Grécia, ao lado de Marie-Sophie Hindermann, Joeline Moebius, Lisa-Katharina Hill e Dorothee Henzler, conquistou a terceira colocação por equipes. Classificando-se para mais outras duas finais - geral individual e barras -, terminou com a décima posição e a sétima nesses eventos individuais, respectivamente.
Ao iniciar o ano de 2007, seu primeiro como sênior, a atleta participou do desafio Itália vs Alemanha, no qual conquistou a prata por equipes. No seguinte evento, o Campeonato Mundial de Stuttgart, a ginasta, junto a equipe alemã, qualificou-se para participar das Olimpíadas de Pequim, ao terminar a disputa coletiva na décima colocação. Classificada para a final do individual geral, só terminou o evento na décima oitava posição. Ainda em 2007, participou do Campeonato Alemão, no qual terminou com o ouro nas barras assimétricas e duas pratas: individual geral e solo.
Em 2008, Anja participou do triangular Romênia vs Alemanha vs França, do qual saiu com a prata por equipes. Sua primeira aparição olímpica, deu-se em agosto, nos Jogos de Pequim, no qual, durante as disputas coletivas, participou apenas de um aparelho e marcou 15,125 pontos. Somadas as notas das alemãs, a equipe encerrou participação na primeira fase, em 12º lugar. No ano seguinte, deu-se a etapa de Copa do Mundo realizada em Cottbus. Nela, a ginasta terminou com a medalha de ouro nas barras assimétricas e a oitava colocação na trave. Mais tarde, participou do Campeonato Europeu em Milão, que não contou com a disputa por equipes. Na ocasião, foi para duas finais: individual geral e barras. Na primeira, terminou com a oitava colocação, ao somar 55,425 pontos. Já nas barras, fora a medalhista de bronze, superada pela campeã individual do evento, Ksenia Semenova e da campeã britânica Elizabeth Tweddle, que conquistou o ouro. Como evento seguinte, deu-se mais uma etapa de Copa do Mundo, realizada em Doha. Nela, a ginasta conquistou o ouro nas barras assimétricas.

## Principais resultados
| Ano  | Evento                                    | AA                | Equipe            | Salto sobre o cavalo | Trave | Barras assimétricas | Solo             |
| ---- | ----------------------------------------- | ----------------- | ----------------- | -------------------- | ----- | ------------------- | ---------------- |
| 2004 | Campeonato Nacional Alemão (júnior)       | Medalha de bronze |                   |                      |       | Medalha de ouro     |                  |
| 2005 | Campeonato Nacional Alemão (júnior)       | Medalha de ouro   |                   | Medalha de ouro      |       | Medalha de bronze   | Medalha de prata |
| 2006 | Campeonato Europeu Júnior                 | 10º               | Medalha de bronze |                      |       | 7º                  |                  |
| 2007 | Campeonato Nacional Alemão                | Medalha de prata  |                   |                      |       | Medalha de ouro     | Medalha de prata |
| 2007 | Campeonato Europeu                        | 10º               |                   |                      |       | 7º                  |                  |
| 2007 | Itália vs Alemanha                        |                   | Medalha de prata  |                      |       |                     |                  |
| 2007 | Campeonato Mundial de Ginástica Artística | 18º               | 10º               |                      |       |                     |                  |
| 2008 | Desafio Internacional                     |                   | Medalha de prata  |                      |       |                     |                  |
| 2008 | Jogos Olímpicos                           |                   | 12º               |                      |       |                     |                  |
| 2009 | Copa do Mundo – Cottbus                   |                   |                   |                      | 8º    | Medalha de ouro     |                  |
| 2009 | Campeonato Europeu                        | 8º                |                   |                      |       | Medalha de bronze   |                  |
| 2009 | Copa do Mundo - Doha                      |                   |                   |                      |       | Medalha de ouro     |                  |